# Кука (комуна, Галац)
Кука (рум. Cuca) — комуна у повіті Галац в Румунії. До складу комуни входить єдине село Кука.
Комуна розташована на відстані 201 км на північний схід від Бухареста, 35 км на північ від Галаца.

## Населення
За даними перепису населення 2002 року у комуні проживали 2582 особи. Усі жителі комуни рідною мовою назвали румунську.
Національний склад населення комуни:
| Національність | Кількість осіб | Відсоток |
| -------------- | -------------- | -------- |
| румуни         | 2581           | > 99,9%  |
| цигани         | 1              | < 0,1%   |

Склад населення комуни за віросповіданням:
| Релігія     | Кількість осіб | Відсоток |
| ----------- | -------------- | -------- |
| православні | 2572           | 99,6%    |
| адвентисти  | 10             | 0,4%     |

## Зовнішні посилання
- Дані про комуну Кука на сайті Ghidul Primăriilor [Архівовано 8 жовтня 2012 у Wayback Machine.]